# Romkerhalle

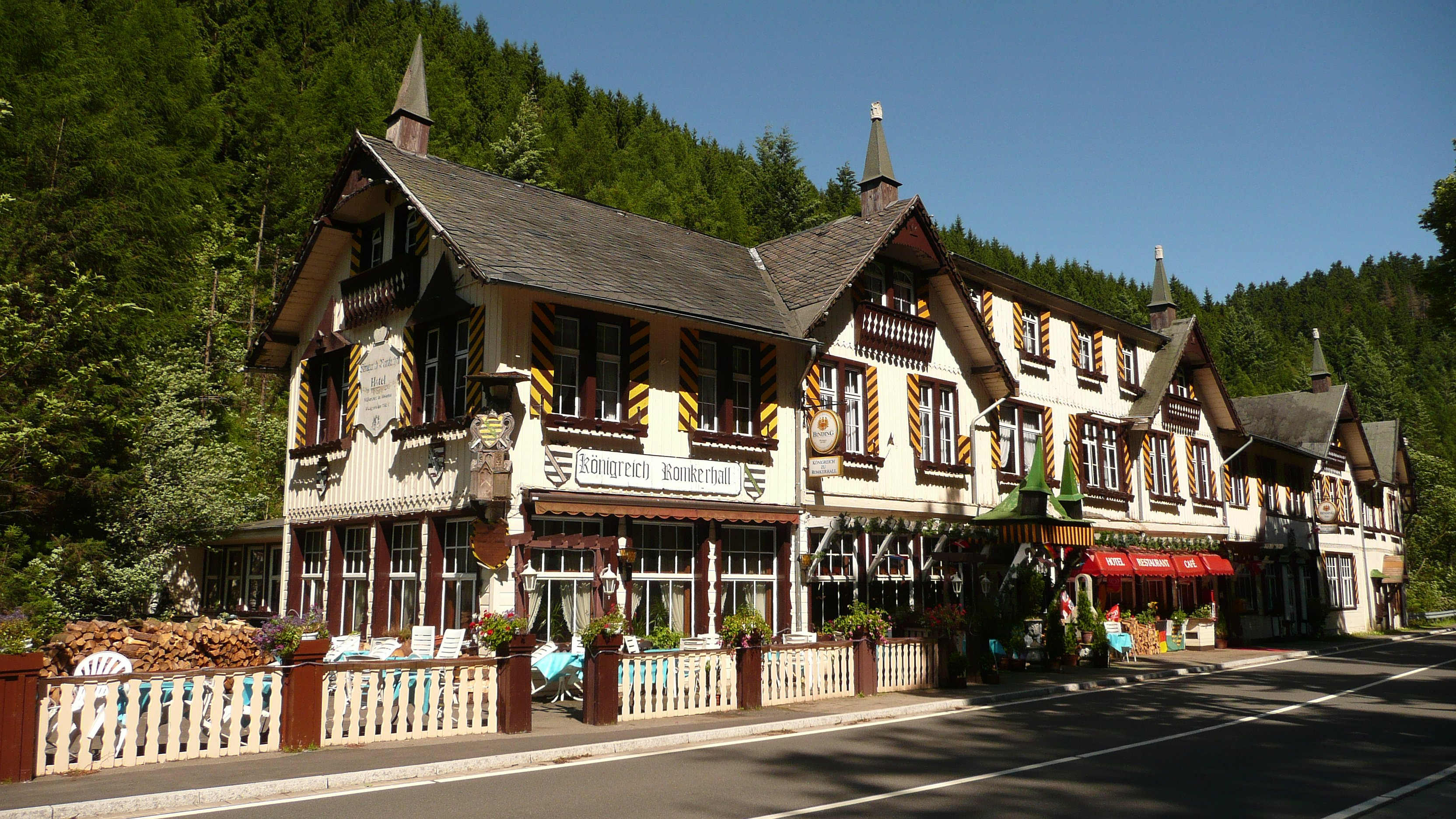
Hotel und Restaurant: Königreich Romkerhall

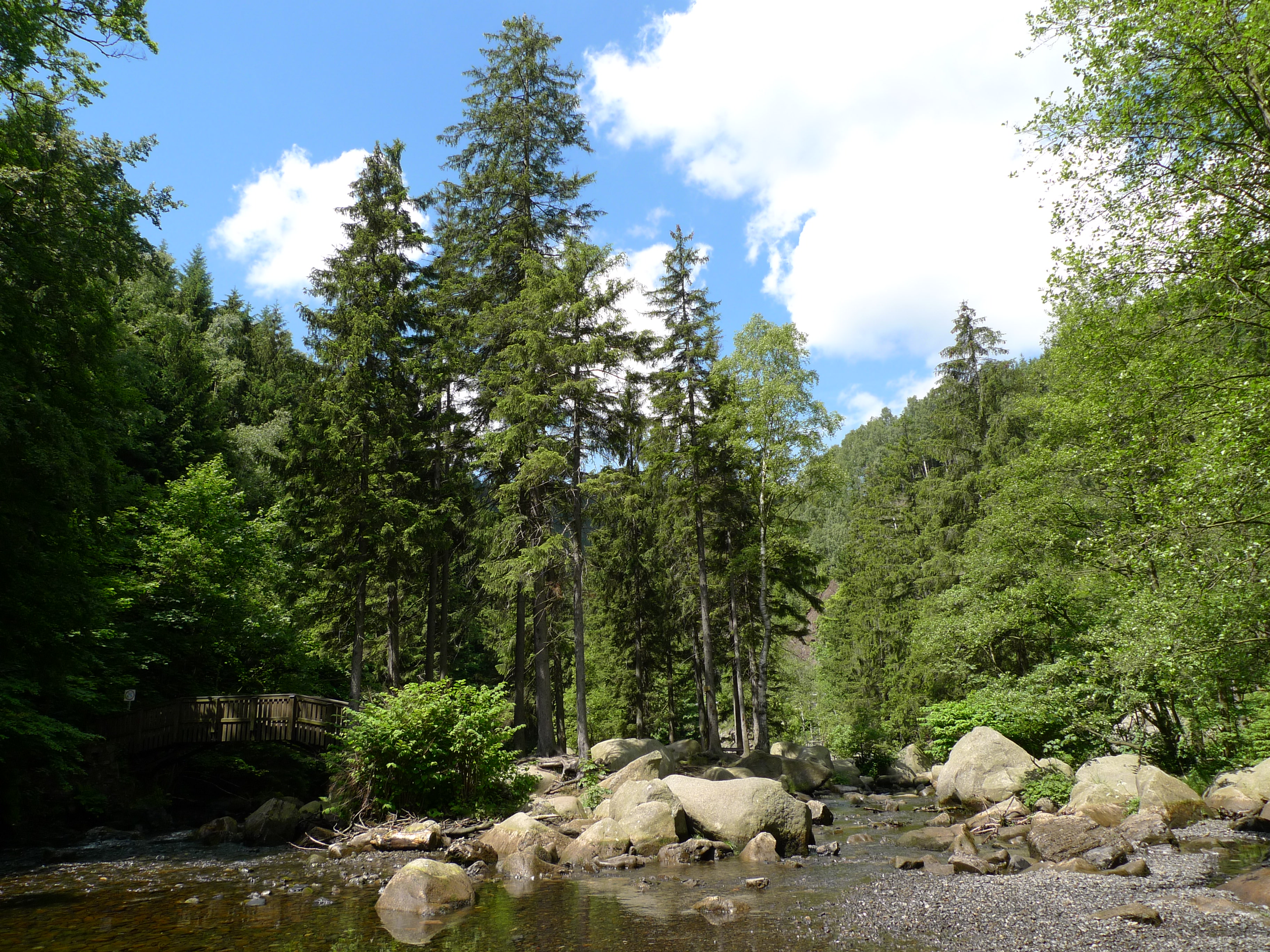
Verlobungsinsel mit Verlobungsbrücke im Okertal bei Romkerhalle

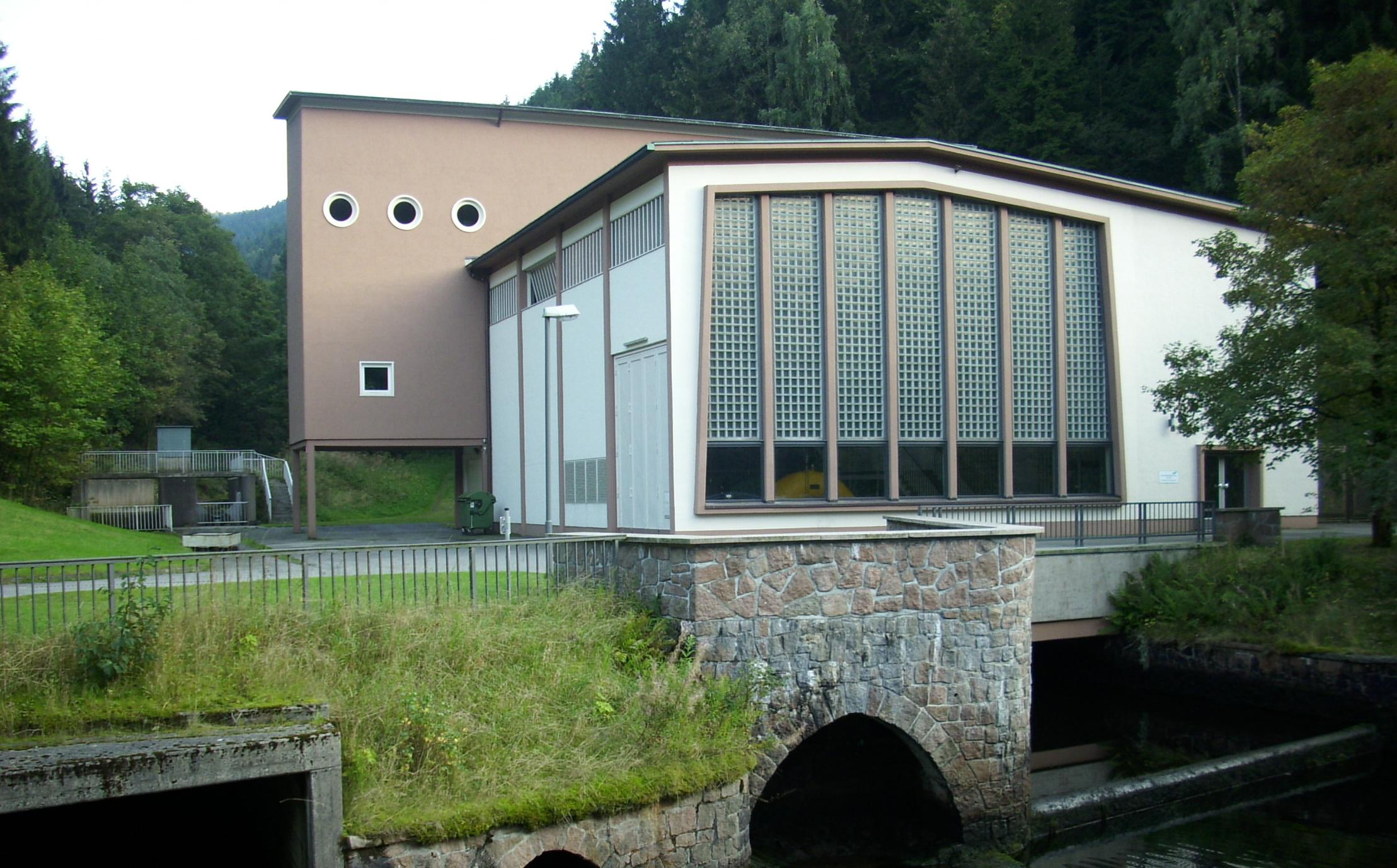
Wasserkraftwerk Romkerhalle

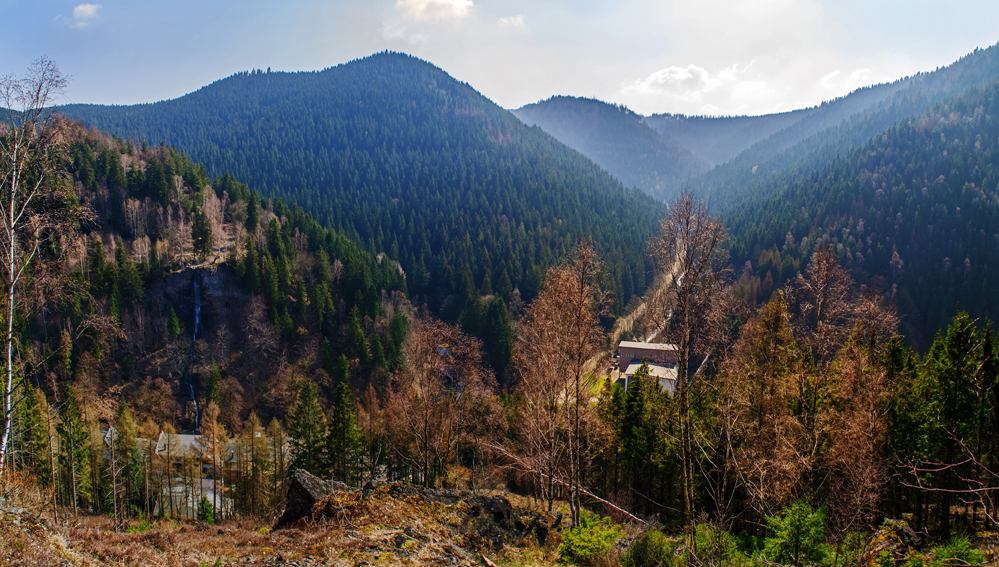
Romkerhall mit Kraftwerk und Wasserfall (Blick von Westen in Richtung Tal der Romke)

Romkerhalle (häufig auch Romkerhall genannt) ist ein Wohnplatz im Gebiet der Stadt Goslar des niedersächsischen Landkreises Goslar (Deutschland).
Auf dem Gebiet befindet sich ein aus Hotel und Restaurant bestehendes Anwesen im Okertal des Mittelgebirges Harz. Auch aufgrund des Romkerhaller Wasserfalls ist es beliebtes Ausflugsziel, das als „Königreich Romkerhall − das kleinste Königreich der Welt!“ vermarktet wird.

## Geographische Lage
Romkerhalle liegt im Oberharz im Naturpark Harz rund 5 km südlich des Goslarer Stadtteils Oker und etwa 1,5 km (jeweils Luftlinie) nordöstlich des Okerstausees an der Bundesstraße 498 auf etwa 335 m ü. NHN. Etwa 200 m südlich steht das Wasserkraftwerk Romkerhalle, das mit Stauseewasser betrieben wird. Die Gaststätte gehört zur Stadt Goslar, das Elektrizitätswerk allerdings zum südlich davon gelegenen Ortsteil Schulenberg der Stadt Clausthal-Zellerfeld. Zwischen dem Kraftwerk und Romkerhalle münden aus östlichen Richtungen kommend erst die Große Romke und dann die Kleine Romke in die Oker.

## Geschichte
Um den Verkehr zu fördern und zu erleichtern, begann man zu Anfang des 19. Jahrhunderts auch im Okertal mit dem Ausbau von Wegen. 1817 wurde nach einer Planung des Kammersekretärs von Eschwege der erste Fahrweg im Okertal gebaut – er verlief unter dem Ziegenrücken entlang über die Studentenklippe und Kästenecke. Auch die Holzabfuhr war nun erleichtert und die Händler konnten bequem den Oberharz erreichen. Dieser schmale und romantische Weg ist noch auf der östlichen Talseite in der unteren Hanghöhe vorhanden und begehbar. Er senkt sich nach Romkerhalle hinunter, wo ehemals eine große, gewölbte Steinbrücke die Oker überquerte.
Unter der Leitung des Oberbergmeisters Ahrend wurde dann die Anlage einer neuen, „bequemen Straße“ durch das Okertal bis nach den Birkentälern unternommen. Sie wurde von 1856 bis 1861 unter großen Schwierigkeiten, welche die Sprengungen der großen, bis an das Uferbett reichenden Felsmassen verursachten, für die Summe von 28.945 Talern angelegt. 1865 wurde unter Leitung des Oberhüttenmeisters zum letzten Mal Holz geflößt und das 1542 errichtete Rechenwehr unterhalb der Kirche in Oker abgebrochen. Danach konnten mehrere Holzschleifwerke im unteren Okertal eingerichtet werden.
Die Felsen des Romkerhaller Wasserfalls zogen schon vor dessen Anlage die Aufmerksamkeit auf sich. Ab 1861 erfolgte durch die Direktion der Forsten und Jagden in Braunschweig die Verpachtung einer 40 Quadratruten und einer zwei Morgen großen Fläche vom Forstort Käste Nr. 3, Revier Oker an den Gastwirt Lüer aus Oker behuf Anlage eines Restaurationsgebäudes. Dessen feierliche Einweihung durch den Besitzer und gleichzeitigen Betreiber H. Lüer fand am 1. Mai 1863 statt.
Zur besseren Erreichbarkeit des Anwesens ließ der Harzburger Badekommissar Hermann Dommes 1863 einen Promenadenweg von Harzburg über die Kästeklippen (Käste) nach Romkerhalle anlegen.

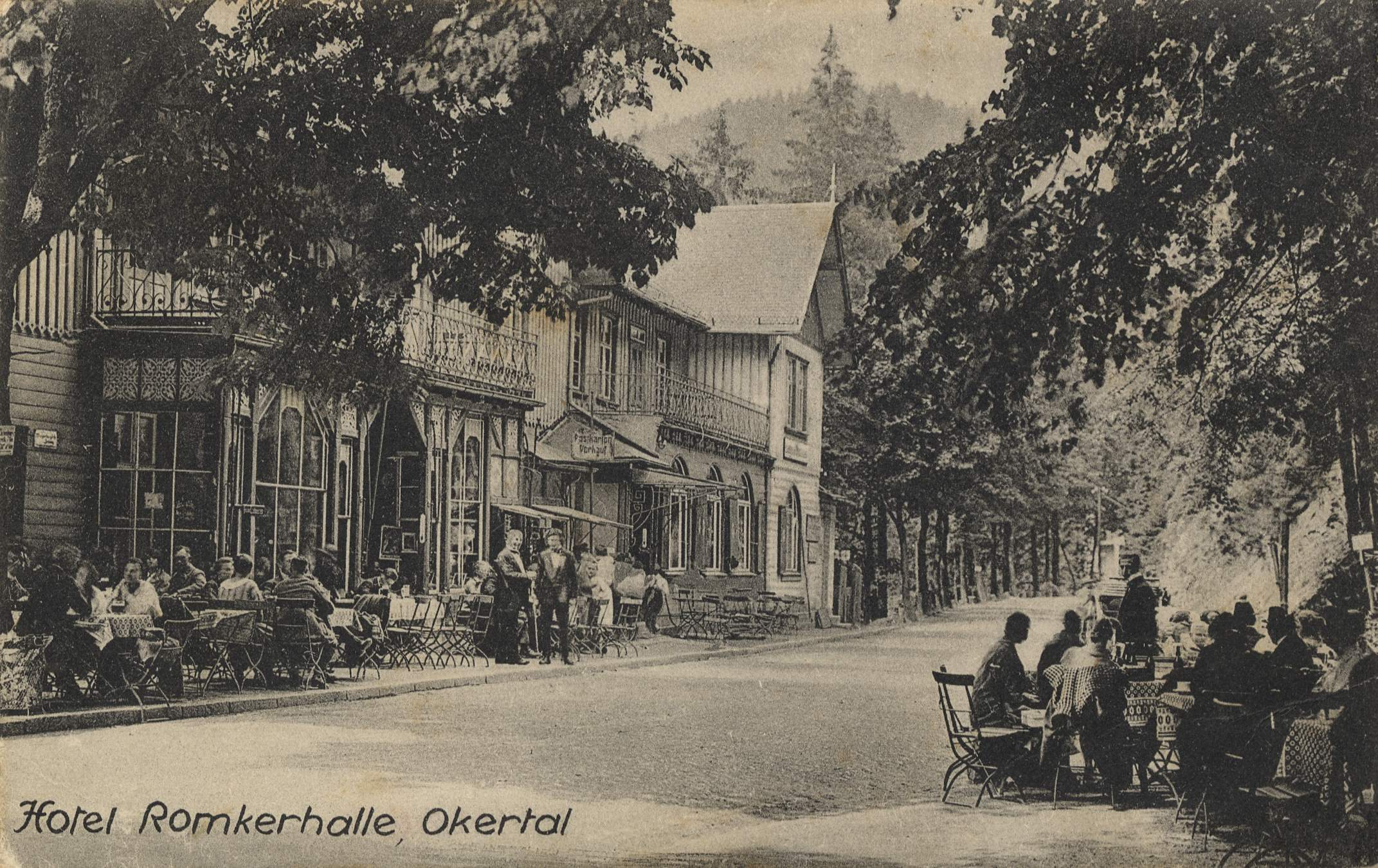
Hotel Romkerhalle um 1900

Erste Grundbuchaufzeichnungen gibt es erst seit der Übernahme des Anwesens durch die Familie Hulsch (1890). 1903 erfolgte der Bau der Villa Helene als Pensionshaus und 1928 wurde ein Saal über die Oker angebaut. In den letzten Tagen des Zweiten Weltkrieges sprengte man die Okerbrücken der heutigen B 498 beim Waldhaus und unmittelbar südlich von Romkerhalle, was jedoch den Einmarsch der US Army nicht aufhielt. Zudem wurde das Anwesen schwer beschädigt, der Wiederaufbau dauerte bis 1948.
Am 27. August 1983 brannte es in der Villa Helene. Seit 1988 bewerben die wechselnden Betreiber der dortigen Gaststätte den Ort mit Königreich Romkerhall. Sie begründen dies damit, dass die Liegenschaften keiner Gemeinde zugeordnet sind, sondern sich im gemeindefreien Gebiet befinden.
Am 20. Oktober 2023 brannte eines der Gebäude („Villa Helene“) in Romkerhalle aus bislang ungeklärter Ursache nieder.

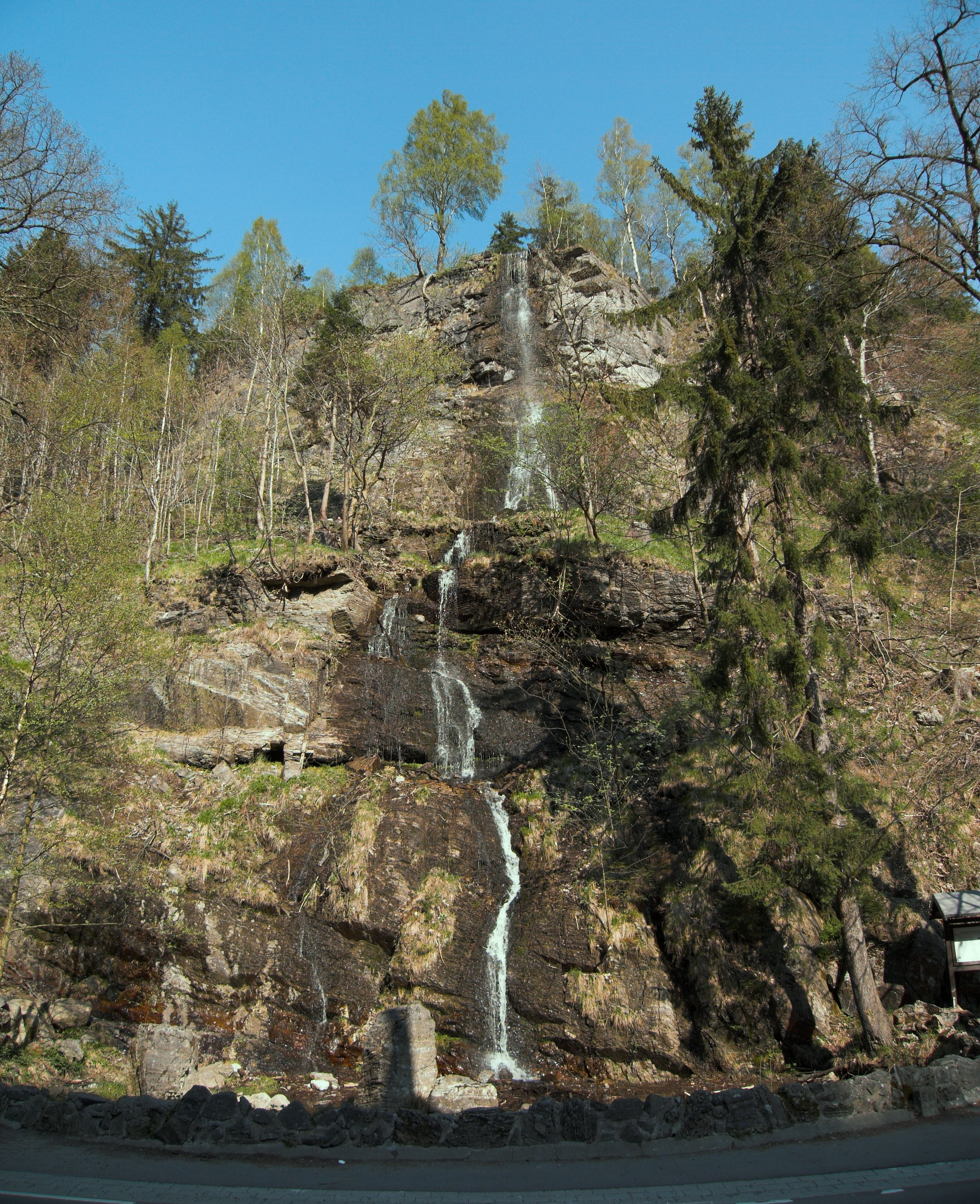
Romkerhaller Wasserfall (2009)

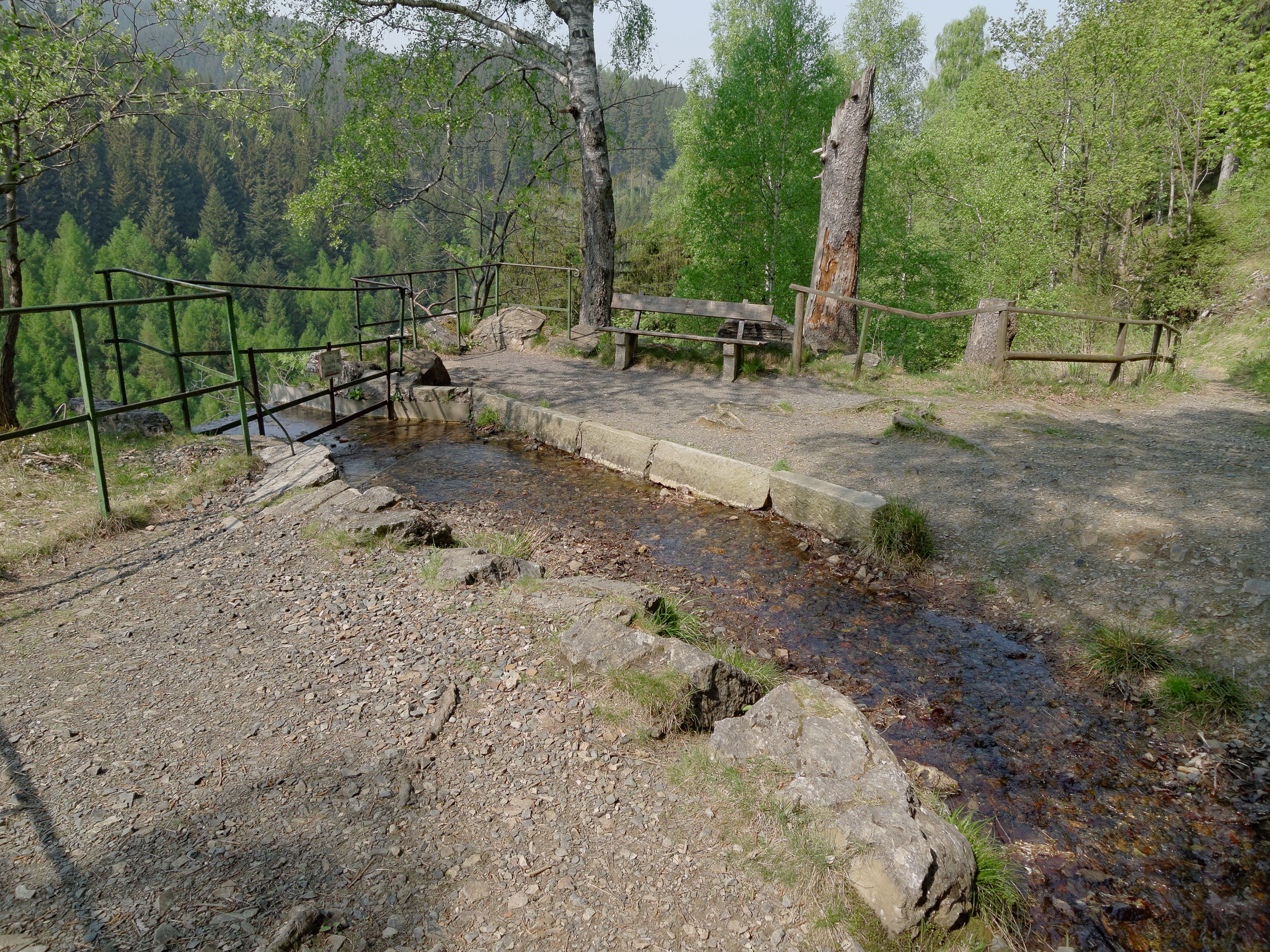
Der Zufluss zum Wasserfall

## Romkerhaller Wasserfall

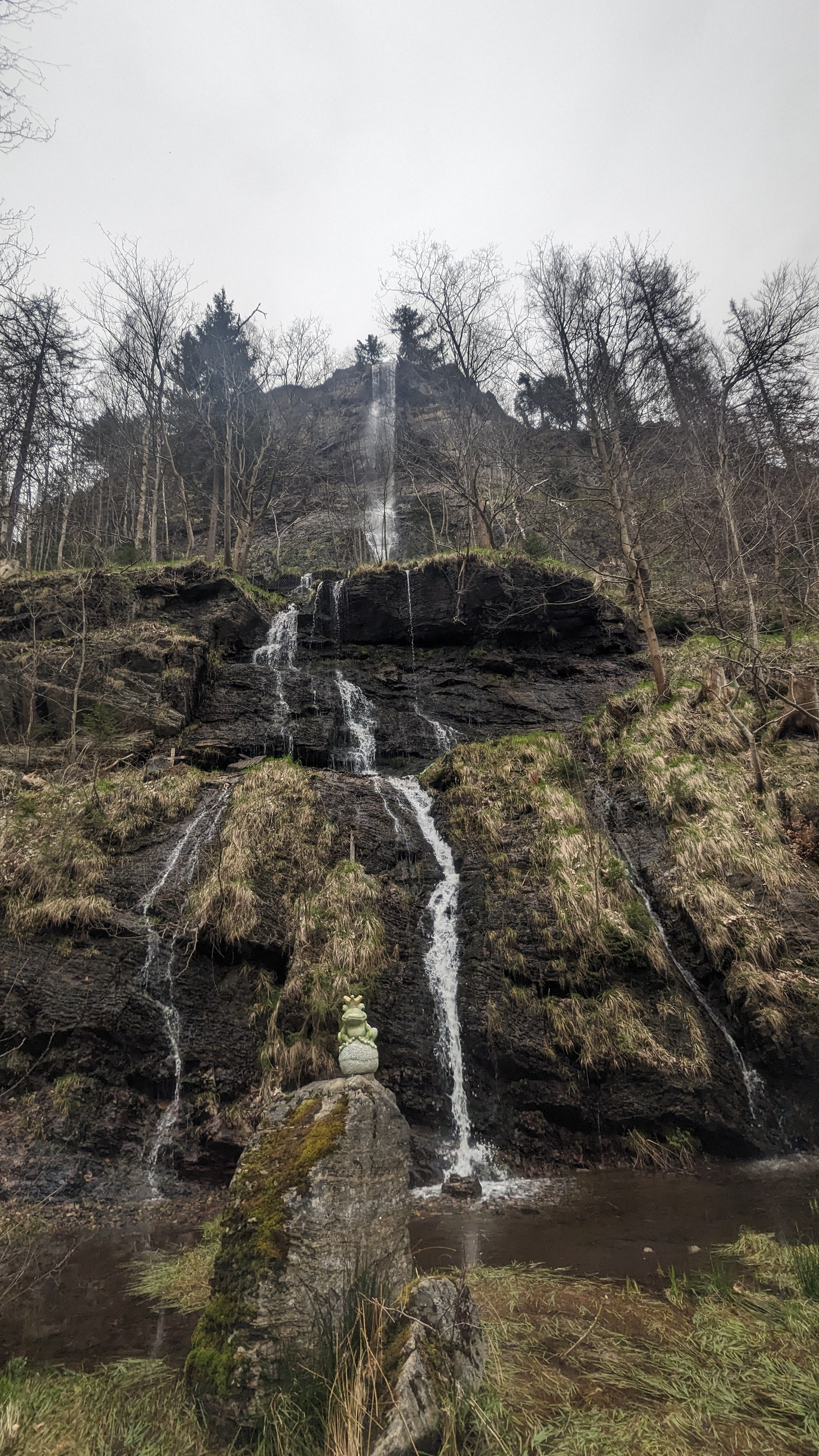
Der Wasserfall im Jahr 2024

### Geographie
Bei Romkerhalle stürzt an der felsigen Ostflanke des Okertals unterhalb des Huthberg-Ausläufers Kleiner Romke (441,7 m ü. NHN) der (nach Daten der Niedersächsischen Landesvermessung) 50 Meter hohe künstlich angelegte Romkerhaller Wasserfall hinab. Traditionell wird ihm allerdings eine Höhe von 64 Metern attestiert. Dieser dennoch mit Abstand höchste Wasserfall im Harz stürzt an der Romke-Klippe (zeitgenössisch auch Rohmkerklippe oder Marmorklippe genannt) von 384,6 m ü. NHN auf das Niveau der Bundesstraße 498 hinab (334,7 m ü. NHN). Das Wasser wird vom Oker-Zufluss Kleine Romke abgezweigt und über einen etwa 350 m langen Hangkanal der Fallkante zugeleitet.

### Geschichte
Die heutige Ortsbezeichnung Romkerhalle (zunächst Rohmker-Halle) wird erst seit Eröffnung von Restauration und Logirhaus von H. Lüer im Jahre 1863 verwendet. Zur romantischen Attraktivierung des neueröffneten Anwesens wurde im gleichen Jahr der künstliche Wasserfall angelegt. Damals war der Durchfluss größer als heute, da zusätzlich Wasser der Großen Romke dem Wasserfall zugeleitet wurde. Dieser wurde zunächst nur nachmittags in Betrieb genommen und bildete eine Schleierkaskade, die an den Staubbachfall im Schweizer Lauterbrunnental im Berner Oberland erinnerte und Tausende von Besuchern anlockte.

### Geologie
Die Gesteine des Romkerhaller Wasserfall-Felsens bestehen im Wesentlichen aus Kalken. Im Oberdevon vor etwa 370 Millionen Jahren befand sich hier ein Meer. Es war in Becken und Schwellen gegliedert. Auf den Schwellen, die näher an der Wasseroberfläche lagen, wurden Kalke abgelagert (karbonatische Schwellenfazies des Oberharzer Oberdevons). Das Gesteinspaket wurde vor etwa 300 Millionen Jahren gefaltet, versenkt, von eindringenden Graniten verändert, später wieder gehoben und dann durch die Erosion freigelegt. So kommt es, dass wir heute am Wasserfall-Felsen und der westlich davon gelegenen Rabenklippe diese alten Kalke aufgeschlossen finden. Im dazwischen liegenden Okertal stehen Kulmtonschiefer an. Der Aufstieg zum Wasserfall-Felsen erfolgt auf einem Hangweg nördlich des Felsens. Am Fuß sind einige Meter dunkle Tonschiefer-Hornfelse des Unterkarbon aufgeschlossen. Der Wasserfall-Felsen bis zur Aussichtsplattform besteht aus oberdevonischen Kalken, die tektonisch stark gestört sind. Durch den nahen, seinerzeit glutflüssigen Okergranit wurden vor etwa 290 Millionen Jahren alle Nebengesteine kontaktmetamorph verhärtet und überprägt.

## Tourismus
Romkerhalle ist Aus- und Durchgangspunkt vieler Wanderwege. Flussabwärts führt ein durch rote Dreiecke gekennzeichneter Weg entlang der von steilen Felsen umgebenen Oker. Einige der markanten Felsformationen auf dem Weg nach Oker sind die Forellenkanzel, der Froschfelsen und die Adlerklippe, die ihre Namen der markanten Form verdanken. Viele Felsen im Okertal werden besonders an Wochenenden von Kletterern genutzt. Im Fluss liegen zahlreiche große Felsblöcke, zwischen denen sich aus Schwemmmaterialien mitunter kleine Inseln gebildet haben, darunter die über eine Holzbrücke erreichbare Verlobungsinsel, die als Nr. 116 in das System der Stempelstellen der Harzer Wandernadel einbezogen ist. Der Weg endet am Ortseingang von Oker beim Hotel Waldhaus.
Von Romkerhalle führen steile Wege hinauf zu den südlich befindlichen Ahrendsberger Klippen sowie zur im Nordosten am Huthberg gelegenen Mausefalle und von dort weiter zu den Kästeklippen, die als Nr. 118 in das System der Stempelstellen der Harzer Wandernadel einbezogen ist. Von den Ahrendsberger Klippen fällt der Blick auf die Ansiedlung und zum Wasserfall.
Etwas westlich von Romkerhalle liegt die Rabowklippe, die im Jahr 2013 eine gewisse Bekanntheit wegen der Gefahr eines Felssturzes erlangte.